# Anomala suklina
Anomala suklina är en skalbaggsart som beskrevs av Ohaus 1938. Anomala suklina ingår i släktet Anomala och familjen Rutelidae. Inga underarter finns listade i Catalogue of Life.